# Batallón Voltígeros de la Guardia
El Batallón Voltígeros de la Guardia fue una unidad del Ejército de la Gran Colombia durante las guerras de independencia de América del Sur que, con el nombre de Numancia, había formado parte del bando realista, al que abandonó para unirse a las fuerzas separatistas en el puente del Río Huaura el 2 de diciembre de 1820, durante las campañas del Perú, llamándose entonces "Fiel a la Patria"

## Regimiento "Numancia" en Costa Firme
Originalmente creado el 17 de diciembre de 1813 en Venezuela por el realista José Antonio Yáñez con el nombre de Batallón Numancia, con oficiales y soldados de Guayana destacados en Barinas y hombres reclutados en los llanos venezolanos. El "Numancia" combatió con valentía durante la guerra a muerte en 1814, destacándose en la Batalla de Arao. 
En el año 1815 el coronel Sebastián de la Calzada reorganizó completamente el batallón añadiéndole las milicias de Maracaibo. Al llegar la expedición pacificadora del general Pablo Morillo a Venezuela, el "Numancia" fue incorporado a las fuerzas expedicionarias y pasó a la Nueva Granada, donde tras acabar con la resistencia de los insurgentes, incorporó una recluta neogranadina que incluía a no pocos prisioneros revolucionarios, con los que aumentó su personal hasta formar un regimiento de línea de tres batallones llamados 1º, 2º y 3º de Numancia. El primer batallón iría destinado al Perú, mientras los otros dos batallones serían capturados por el general Simón Bolívar en la batalla de Boyacá.

## 1er Batallón del Regimiento "Numancia" en el Perú
El Batallón "Numancia" nº 1 fue formado por el mariscal Pablo Morillo y se nutrió con reclutas originarios de Barinas, Barquisimeto y Maracaibo.
El motivo del traslado de este batallón al Perú se encuentra en que el mariscal Pablo Morillo resolvió emplear en su ofensiva contra las bases de los secesionistas venezolanos en la Isla de Margarita a los soldados europeos que iban llegando como refuerzos desde España, al mando del general José de Canterac, que debían originalmente ser destinados al Ejército del Perú. Las unidades europeas que Morillo decidió mantener en Venezuela estaban un batallón del Regimiento Burgos y un escuadrón de Lanceros del Rey. En su lugar, Morillo decidió enviar al Perú el primer batallón del Regimiento Numancia. 
Así, el "Numancia" marchó a pie, en una penosa travesía desde la Nueva Granada de más de 3.600 km, atravesando la Provincia de Quito y llegando a Lima en febrero de 1819. Posteriormente pasan a Trujillo donde las compañías 5ª y 6ª, que se hallaban en cuadro, completan sus filas con reclutas peruanos. En aquel entonces estaba al mando del teniente coronel Roberto Delgado. Más tarde, tras el desembarco en Perú de la expedición libertadora del general José de San Martín el 8 de septiembre de 1820, en Lima crecía la desconfianza del ejército realista hacía el virrey Pezuela, al ritmo que también crecía la infiltración revolucionaria hábilmente dirigida por agentes como López Aldana, Joaquín Campino, Rosa Campuzano y Manuela Sáenz, quienes haciendo uso de la fonda de Carmen Guzmán, buscaban atraer al "Numancia", íntegramente formado por venezolanos y peruanos, a la causa separatista.
En septiembre de 1820 fue descubierta una conspiración de algunos oficiales venezolanos (Miguel de Letamendi, León Febres Cordero y Luis Urdaneta)para sublevar el batallón, pero fueron detenidos y deportados a Guayaquil, donde acabarían uniéndose a las fuerzas insurgentes que operaban en aquel sector.

## Pase del Numancia como "Fiel a la Patria" y "Voltígeros"

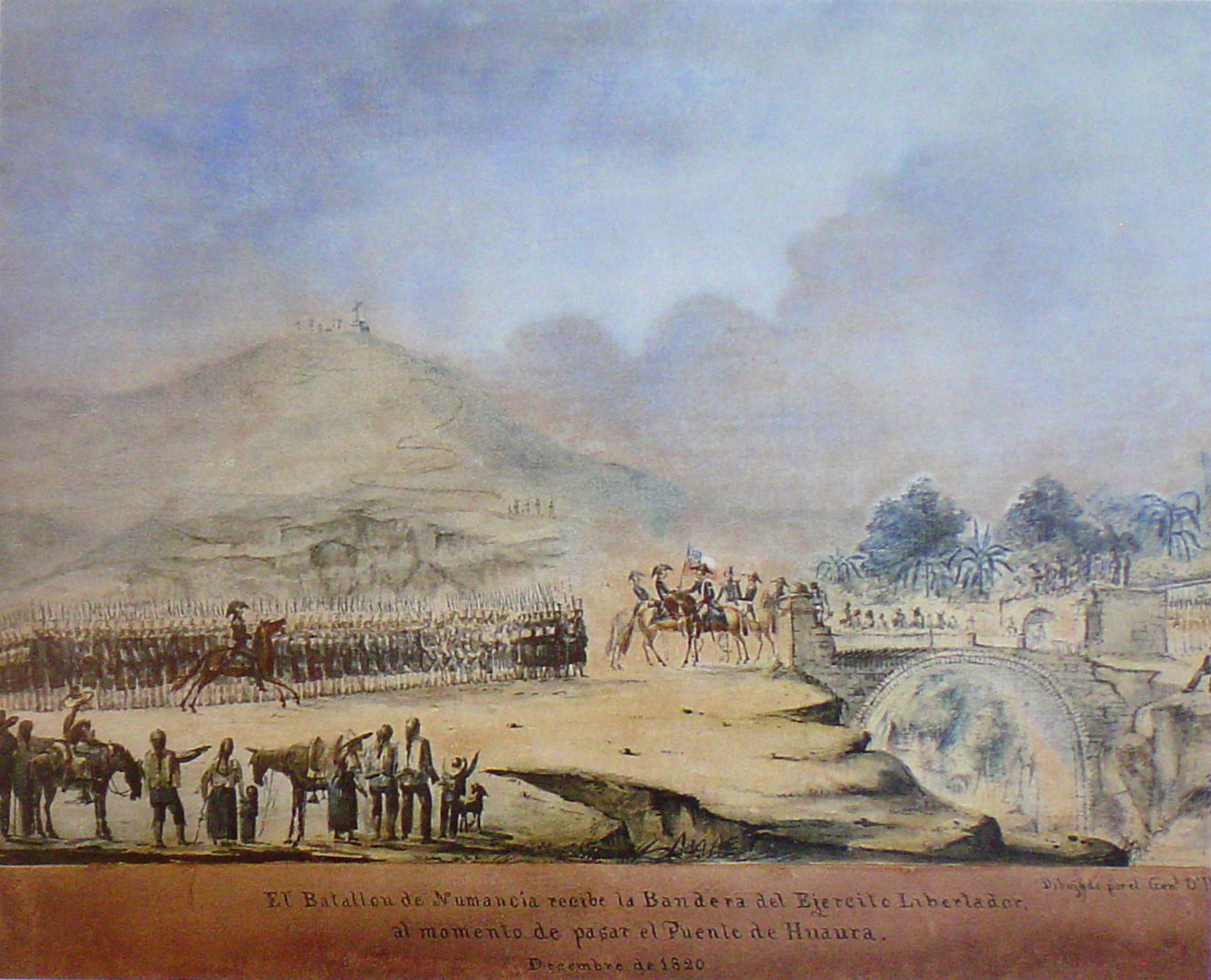
Acuarela de Bernardo O’Higgins, El Batallón Numancia recibe la Bandera del Ejército Libertador al momento de pasar el puente de Huaura (diciembre de 1820). Se encuentra en el Museo Nacional de Antropología, Arqueología e Historia del Perú.

Finalmente, el 2 de diciembre de 1820 el primer batallón del "Numancia", por instigación de los capitanes criollos Tomás de Heres y Ramón Herrera, y faltando a su juramento de lealtad al Rey, se sublevó con éxito en lo que se conoce como el Pase del Numancia. Ambos lideraron el apresamiento del coronel europeo Ruperto Delgado Gonzálezpara poder materializar la defección y entregar este cuerpo al bando separatista, pasando entonces a formar parte del Ejército Unido Libertador del Perú al mando de José de San Martín. Este acontecimiento, uno de los más decisivos de la Expedición Libertadora, permitió a San Martín aumentar su fuerza con un batallón veterano y debilitó en igual medida a los realistas, que finalmente abandonaron Lima. Al momento en que el Numancia se pasó a los insurgentes en el puente de Huaura contaba con 996 plazas, todas de españoles americanos (los llamados criollos), de las cuales 671 eran venezolanos y 325 peruanos.
Durante las campañas de San Martín en el Perú, al batallón "Numancia" se le añadió el apodo de Fiel a la Patria y bajo el mando del coronel venezolano Heres. Este batallón destacó como una de las mejores unidades del Ejército Unido Libertador del Perú durante la segunda campaña de Arenales a la sierra y en el primer sitio del Callao. El batallón bajo escarapela peruana se consideró el de más antigüedad y custodiaba la bandera del ejército insurgente.
En 1821 el general Antonio José de Sucre, quien se hallaba en la Provincia de Quito luchando contra los realistas, dirigió una carta a San Martín en donde le solicitaba que devolviera el batallón, alegando que sus soldados deseaban a su vez volver a la Gran Colombia, pero el Protector del Perú rehusó desprenderse de él y envió en su lugar a la División del Norte de Andrés de Santa Cruz. El Numancia permaneció en el Perú tras la retirada de San Martín, y se integró a la división grancolombiana con el nombre de Voltígeros de la Guardia recibiendo nuevas banderas de Colombia, primero del general venezolano Juan Paz del Castillo, más tarde de Sucre, y con el que participó en la batalla más importante de la guerra de independencia, la batalla de Ayacucho, el 9 de diciembre de 1824, en la que formó parte de la segunda División comandada por el general José María Córdoba.
Luego de la capitulación de Ayacucho, el batallón siguió hasta el Alto Perú en el ejército insurgente, permaneciendo en la recién fundada República de Bolivia  al mando del general venezolano José Trinidad Morán por invitación del presidente Sucre, pero hubo de renunciar porque se le exigió negociar la venta de vales del crédito público, con cuyo rendimiento debía pagar a sus soldados. Como parte de las fuerzas grancolombianas acantonadas allí, el 25 de diciembre de 1827 el batallón se sublevó en La Paz tomando en seguida el camino a la frontera peruana pero perseguidos por las tropas bolivianas y grancolombianas leales a Sucre resultaron derrotados y dispersos, 84 voltígeros fueron muertos y 300 hechos prisioneros entre estos últimos 99 heridos. A su regreso a la Gran Colombia fue reformado y varios de sus efectivos distribuidos en otro cuerpos mediante decreto firmado por Bolívar el 30 de abril de 1828. El nuevo "Voltígeros" participó en la batalla del Portete de Tarqui en 1829 y luego fue disuelto por el general Rafael Urdaneta.